# Chlorocypha crocea
Chlorocypha crocea är en trollsländeart som beskrevs av Cynthia Longfield 1947. Chlorocypha crocea ingår i släktet Chlorocypha och familjen Chlorocyphidae. IUCN kategoriserar arten globalt som nära hotad. Utöver nominatformen finns också underarten C. c. bamptoni.